# Вітомірешть (комуна)
Вітомірешть, Вітомірешті (рум. Vitomirești) — комуна у повіті Олт в Румунії. До складу комуни входять такі села (дані про населення за 2002 рік):
- Буліману (347 осіб)
- Вітомірешть (556 осіб)
- Дежешть (919 осіб)
- Донешть (322 особи)
- Стенуляса (169 осіб)
- Трептень (433 особи)

Комуна розташована на відстані 143 км на захід від Бухареста, 48 км на північ від Слатіни, 75 км на північний схід від Крайови, 129 км на південний захід від Брашова.

## Населення
За даними перепису населення 2002 року у комуні проживали 2746 осіб, усі — румуни. Усі жителі комуни рідною мовою назвали румунську.
Склад населення комуни за віросповіданням:
| Релігія       | Кількість осіб | Відсоток |
| ------------- | -------------- | -------- |
| православні   | 2724           | 99,2%    |
| адвентисти    | 9              | 0,3%     |
| баптисти      | 6              | 0,2%     |
| бретрени      | 4              | 0,1%     |
| римо-католики | 2              | 0,1%     |
| п'ятдесятники | 1              | < 0,1%   |